# Cystirete graefei
Cystirete graefei är en plattmaskart som beskrevs av Brunet 1965. Cystirete graefei ingår i släktet Cystirete och familjen Cystiplanidae. Inga underarter finns listade i Catalogue of Life.